# José Antonio Pavón
Pour les articles homonymes, voir Pavon et PAV.
José Antonio Pavón ou José Antonio Pavón y Jiménez (22 avril 1754 à Casatejada, Cáceres, Espagne - 13 mars 1840) est un botaniste espagnol connu pour ses travaux sur la flore du Pérou et du Chili, effectués lors d'une expédition entre 1777 et 1788.

## Biographie
Sous le règne de Charles III (1716-1788), trois grandes expéditions botaniques eurent lieu vers le Nouveau Monde ; Pavón et Hipólito Ruiz López (1754-1815) furent les botanistes présents lors de la première de ces expéditions, entre le Pérou et le Chili.

## Reconnaissance
Un genre de malvacées porte son nom, Pavonia.

## Orientation bibliographique
- Arthur Robert Steele (1964). Flowers for the King: the Expedition of Ruiz and Pavon and the Flora of Peru, Duke University Press (Durham) : xv + 378 p.  (ISBN 1151809772)

Pav. est l’abréviation botanique standard de Pavon Jimenez, Jose Antonio.
Consulter la liste des abréviations d'auteur en botanique ou la liste des plantes assignées à cet auteur par l'IPNI, la liste des champignons assignés par MycoBank, la liste des algues assignées par l'AlgaeBase et la liste des fossiles assignés à cet auteur par l'IFPNI.